# 特别婚！
《特别婚》（めちゃ婚!）是onomatope*在2011年4月8日發售的戀愛冒險類型成人遊戲，onomatope*的第一個作品。

## 故事
為了應付少子化的危機，日本政府實施「有錢人必須多娶妻和多生子」的一夫多妻制政策。在實施10年後，春木突然繼承到大筆遺產，沒有女友的春木因此開始尋找多名女性求婚。

## 角色
櫻島春木
本作的主人公。
淡島茜（聲：姫川あいり）
春木的青梅竹馬和同學。
佐渡咲（聲：みる）
春木的同學，茜的親友。
神島楓（聲：夏野冰）
一年級學妹，擔任圖書館委員。雙親很早就過世，由祖母帶大。
櫻島萌（聲：かわしまりの）
春木的堂姐。
八丈椿（聲：新堂真弓）
春木在網路遊戲認識的網友。

## 工作人員
- 原畫：成澤空、蒔田真記、瑠奈璃亞[4]
- 劇本：紫苑憧朋香、武藤礼惠
- 影片：どせい

## 主题歌
片頭曲「LOVE*V」
作詞：新堂真弓　作曲：Dee!（俺++）　歌：新堂真弓&みるく
淡島茜片尾曲「道」
作詞/歌：みるく　作曲：fine chemical
佐渡咲片尾曲「不器用×Smile」
作詞：平瀬まり（Je Bats）　作曲/編曲：葵（Je Bats） 歌：黒崎朔夜
神島楓片尾曲「Monologue」
作詞/歌：桜ふみ　作曲:pirochi@re-birth
櫻島萌片尾曲「with.」
作詞/歌：築山さえ　作曲：きくお（AVSS）
八丈椿片尾曲「レンアイFTG 〜true end〜」
作詞/歌：オリヒメヨゾラ　作曲：小池雅也　編曲：ケニーK・ジルブラッド

## 外部連結
- 官方網站 （页面存档备份，存于） （日語）